# August 1976
Portal Geschichte | Portal Biografien | Aktuelle Ereignisse | Jahreskalender | Tagesartikel

◄ |
19. Jahrhundert |
20. Jahrhundert
| 21. Jahrhundert

◄ |
1940er |
1950er |
1960er |
1970er
| 1980er | 1990er | 2000er | ►

◄ |
1972 |
1973 |
1974 |
1975 |
1976
| 1977 | 1978 | 1979 | 1980 | ►

◄ |
Mai 1976 |
Juni 1976 |
Juli 1976 |
August 1976 |
September 1976 |
Oktober 1976 |
November 1976 |
►
Dieser Artikel behandelt tagesbezogene Nachrichten und Ereignisse im August 1976.

## Tagesgeschehen

### Sonntag, 1. August

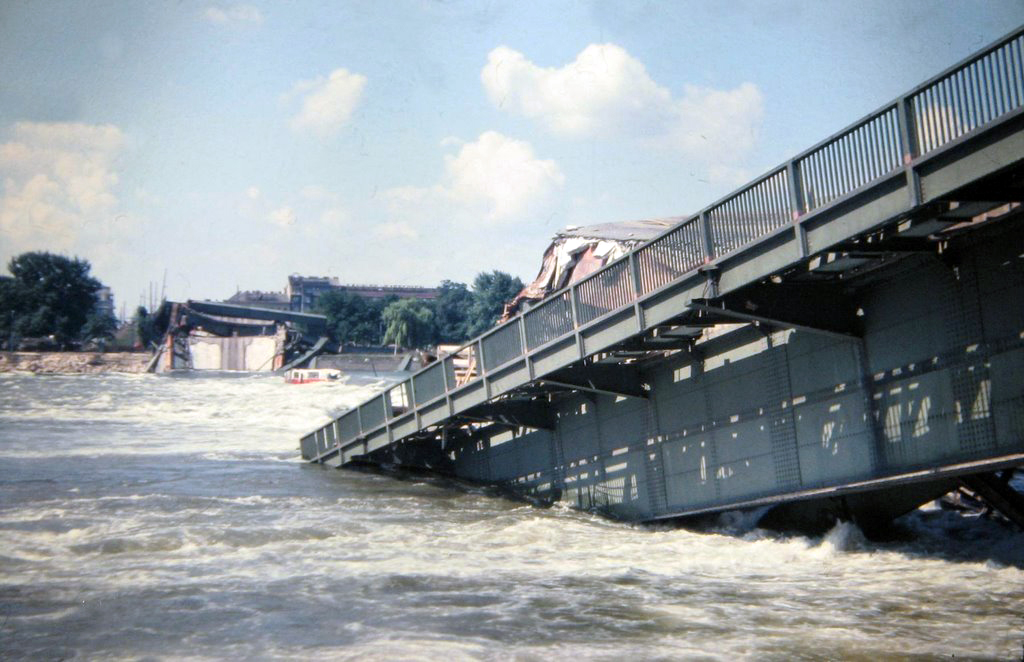
Brückentrümmer am nördlichen, linken Ufer, der Reichsbrücke (August 1976)

- Wien/Österreich: In den frühen Morgenstunden stürzt die Reichsbrücke auf voller Breite der Donau ins Wasser. Bei dem Unglück kommt ein Mensch ums Leben.
- Verbandsgemeinde Adenau/Deutschland: Beim Großen Preis von Deutschland auf dem Nürburgring verunglückt Niki Lauda mit seinem Ferrari 312T2 schwer.
- Trinidad und Tobago: Der Inselstaat wird von einer Monarchie unter Elisabeth II. in eine Republik im Rahmen des Commonwealth of Nations umgewandelt.

### Montag, 2. August
- Rodgau/Deutschland: Der Unterrichtsbetrieb in der Georg-Büchner-Schule, einer kooperativen Gesamtschule, beginnt.

### Dienstag, 3. August

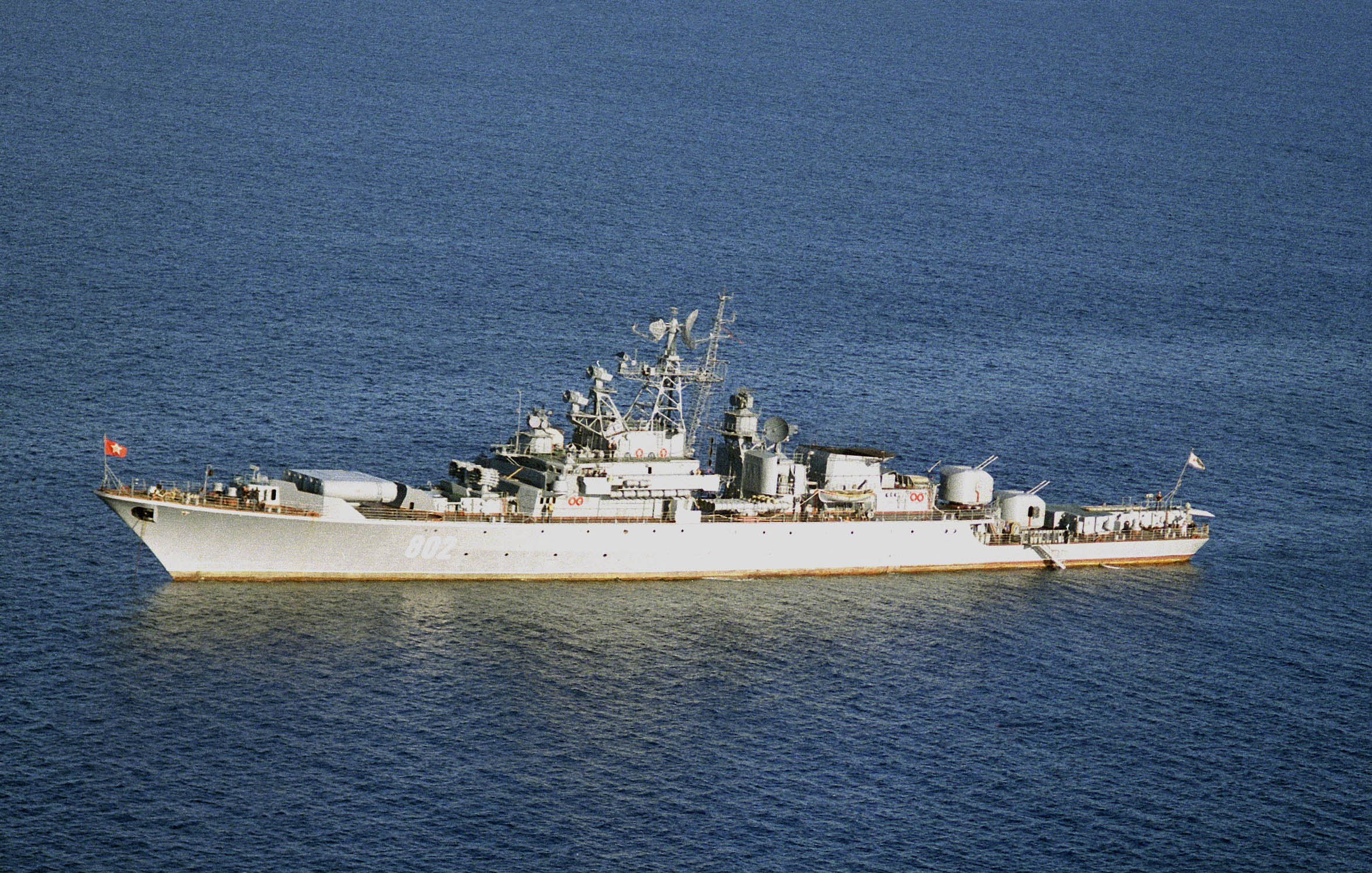
Ein der Storoschewoi baugleiches Schiff

- Sowjetunion: Politoffizier Waleri Sablin, der am 9. November 1975 eine Meuterei auf der Storoschewoi, einer Fregatte der Sowjetischen Marine, angeführt hatte, wird hingerichtet. Seine Meuterei inspiriert den Autor Tom Clancy bei der Verfassung seines Romans Jagd auf Roter Oktober, der 1990 mit Sean Connery in der Hauptrolle verfilmt wird.
- Valcalepio/Italien: Das Weinbaugebiet erhält den Status einer Denominazione di origine controllata (kurz DOC).
- Hildesheim/Deutschland: Der Gallberg, ein 42,5 Hektar großes Gebiet, wird zum Naturschutzgebiet erklärt. Zuständige untere Naturschutzbehörde ist die Stadt Hildesheim.

### Mittwoch, 4. August

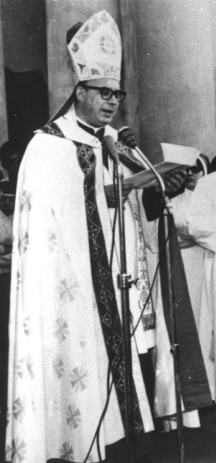
Bischof Enrique Angelelli während einer Messe.

- Punta de los Llanos/Argentinien: Der römisch-katholische Bischof Enrique Angelelli hält in El Chamical eine Messe zur Erinnerung an die von Polizeikräften ermordeten Priester Carlos de Dios Murias und Gabriel Longueville. Nach der Messe verfolgen ihn zwei Wagen der Sicherheitskräfte, die sein Auto bei Punta de los Llanos von der Straße abdrängen. Angelelli verstirbt an der Unfallstelle.[1]
- Owerri/Nigeria: Der Fußballverein Heartland FC wird als Iwuanyanwu Nationale gegründet.
- Deutschland: Das Gesetz über internationale Patentübereinkommen tritt in Kraft. Es setzt das Straßburger Patentübereinkommen, den Patentzusammenarbeitsvertrag (PCT) und das Übereinkommen über die Erteilung europäischer Patente (EPÜ) um.

### Donnerstag, 5. August

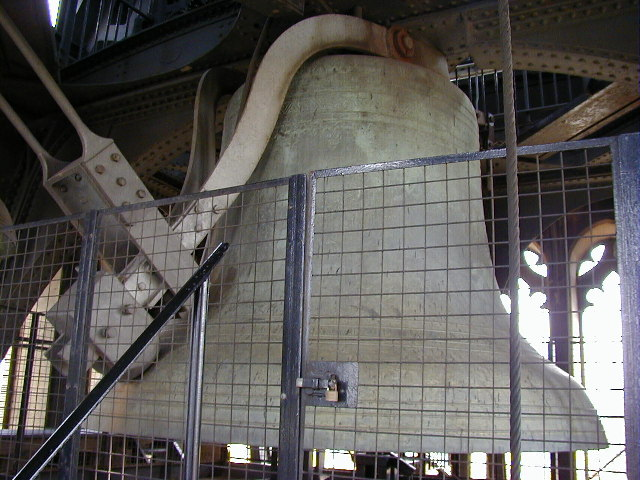
Big Ben

- London/Vereinigtes Königreich: Der Big Ben, die mit 13,5 t Gewicht schwerste der fünf Glocken des berühmten Uhrturms am Palace of Westminster, hat seinen ersten Ausfall. In der Folge musste er in den nächsten neun Monaten, bis 9. Mai 1977, insgesamt 26 Tage angehalten werden.[2]
- Wien/Österreich: In der Stadthalle findet die deutschsprachige szenische Erstaufführung des Musicals Candide von Leonard Bernstein statt. Das ursprünglich als Operette konzipierte Werk basiert auf dem satirischen Roman Candide oder der Optimismus des französischen Philosophen Voltaire.
- Italien: Der Sexploitationsfilm Eva nera von Joe D’Amato feiert seine Uraufführung. Das lose mit der Black Emanuelle Filmreihe verbundene Werk spielt mit der Gefährlichkeit von Schlangen und Sex.

### Freitag, 6. August
- Österreich: Der Kommunistische Bund Wien und weitere lokale Bünde schließen sich zum Kommunistischen Bund Österreichs (KBÖ) zusammen. Die so entstandene Partei orientiert sich an der Politik der Kommunistischen Partei Chinas und besteht bis 1981.
- Frankreich: Die 39. Austragung der professionellen französischen Fußball-Division 1 startet mit ihrem ersten Spieltag. Am Ende der Saison, am 8. Juni 1977, setzt sich der FC Nantes durch und wird zum vierten Mal Meister.
- Wien: Fünf Tage nach dem Einsturz der Reichsbrücke tritt Fritz Hofmann von seinem Amt als Amtsführender Stadtrat für Planung zurück. Am selben Tag schlagen erste Bergungsversuche der Brückenteile an den beiden Ufern durch das österreichische Bundesheer fehl.

### Samstag, 7. August
- Mars: Die Raumsonde Viking 2 erreicht die Marsumlaufbahn.
- Syrien: Mahmud al-Ayyubi übergibt das Amt des Ministerpräsidenten nach etwa dreieinhalb Jahren (seit 21. Dezember 1972) an Abdul Rahman Kleifawi.

### Sonntag, 8. August

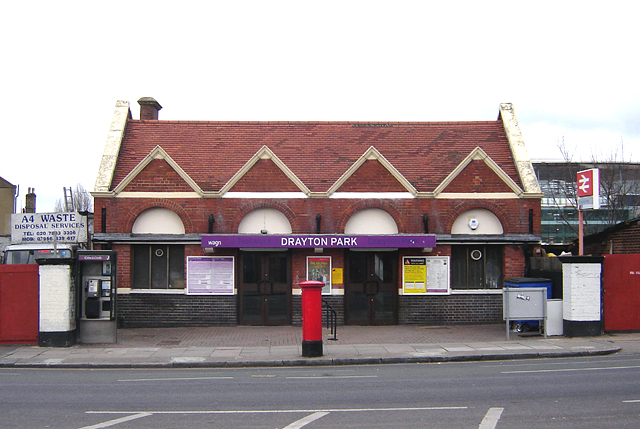
Bahnhof Drayton Park

- Österreich: Der ORF strahlt die satirische Kriminal-Fernsehserie Kottan ermittelt auf dem Kanal FS 1 erstmals aus.
- London/Vereinigtes Königreich: Der Bahnhof Drayton Park wird wiedereröffnet, nachdem er fast ein Jahr zuvor, am 4. Oktober 1975, stillgelegt wurde.
- Amphoe Si Thep/Thailand: Der Landkreis bekommt den vollen Amphoe-Status.[3] Es war am 13. Dezember 1970 als „Zweigkreis“ (King Amphoe) aus Teilen des Amphoe Wichian Buri eingerichtet worden.

### Montag, 16. August
- Golf von Moro: Ein Erdbeben der Stärke 7,9 auf der Richterskala verursacht eine Tsunamiwelle, die in den Morogolf einläuft und an dessen Küsten mehr als 5000 Menschen tötet.[4]

### Montag, 23. August
- Florida/Vereinigte Staaten: John Roselli, ein Mafioso, der vor dem U.S. Senate Select Committee on Intelligence (SSCI) zur Ermordung von John F. Kennedy aussagen sollte, wird tot in einem Ölfass (55 Gallonen) vor der Küste aufgefunden. Er war erdrosselt und erschossen und seine Beine waren abgesägt worden.[5]